# Quintanilla-Montecabezas
Quintanilla-Montecabezas es una localidad y una entidad local menor situada en la provincia de Burgos, comunidad autónoma de Castilla y León (España), comarca de Las Merindades, partido judicial de Villarcayo, municipio de Merindad de Cuesta-Urria.

## Geografía
Lugar enclavado en el valle de Tobalina en las montañas de Burgos, comarca de Las Merindades, Burgos, España, a 94 kilómetros de la ciudad de Burgos. De Quintanilla-Montecabezas parte la ruta más cómoda para ascender a la sierra de Vienda, montaña de color cobrizo con un vertiginoso corte de 250 metros verticales en su vertiente del barranco de El Juncal, inaccesible para los montañeros.
Se comunica por carretera con las poblaciones de Quintana-Entrepeñas y Extramiana y por un camino de montaña, ahora en desuso, con Valdegobia y el Parque de Valderejo (Álava). En los inviernos muy rigurosos la población se ha visto temporalmente aislada por causa de la nieve. En sus vecindades se halla el río Jerea.

## Demografía
En el padrón municipal de 2007 contaba con  24 habitantes.

## Historia
En Quintanilla-Montecabezas residió a fines del siglo XV y principios del siglo XVI una familia de apellido Sáenz, de la que descendieron Juan Francisco Sáenz-Vázquez de Quintanilla y Sendín de Sotomayor, gobernador de Costa Rica a fines del siglo XVII, y varios Presidentes de Costa Rica y Nicaragua.
Villa , entonces conocida como Quintanilla Monte Cabezas perteneciente a la Merindad de Cuesta-Urria  en el  Partido de Castilla la Vieja en Laredo, con  jurisdicción de realengo.
A la caída del Antiguo Régimen queda agregado al ayuntamiento constitucional   de Merindad de Cuesta-Urria , en el partido de Villarcayo perteneciente a la región de  Castilla la Vieja.

## Parroquia
Tiene una iglesia católica muy antigua, cuyo patrono tutelar es San Martín Obispo , de estilo en gran parte románico, con planta rectangular, cabecera con dos arcos de medio punto y un bajorrelieve debajo de ella. La portada lateral tiene una arquivolta. Una escalera de caracol, adosada en el lateral, brinda acceso a la torre. Jurisdiccionalmente, la iglesia depende de la parroquia de Pedrosa de Tobalina, en el arciprestazgo de Medina de Pomar del Arzobispado de Burgos.